# Gustav Heisterman von Ziehlberg

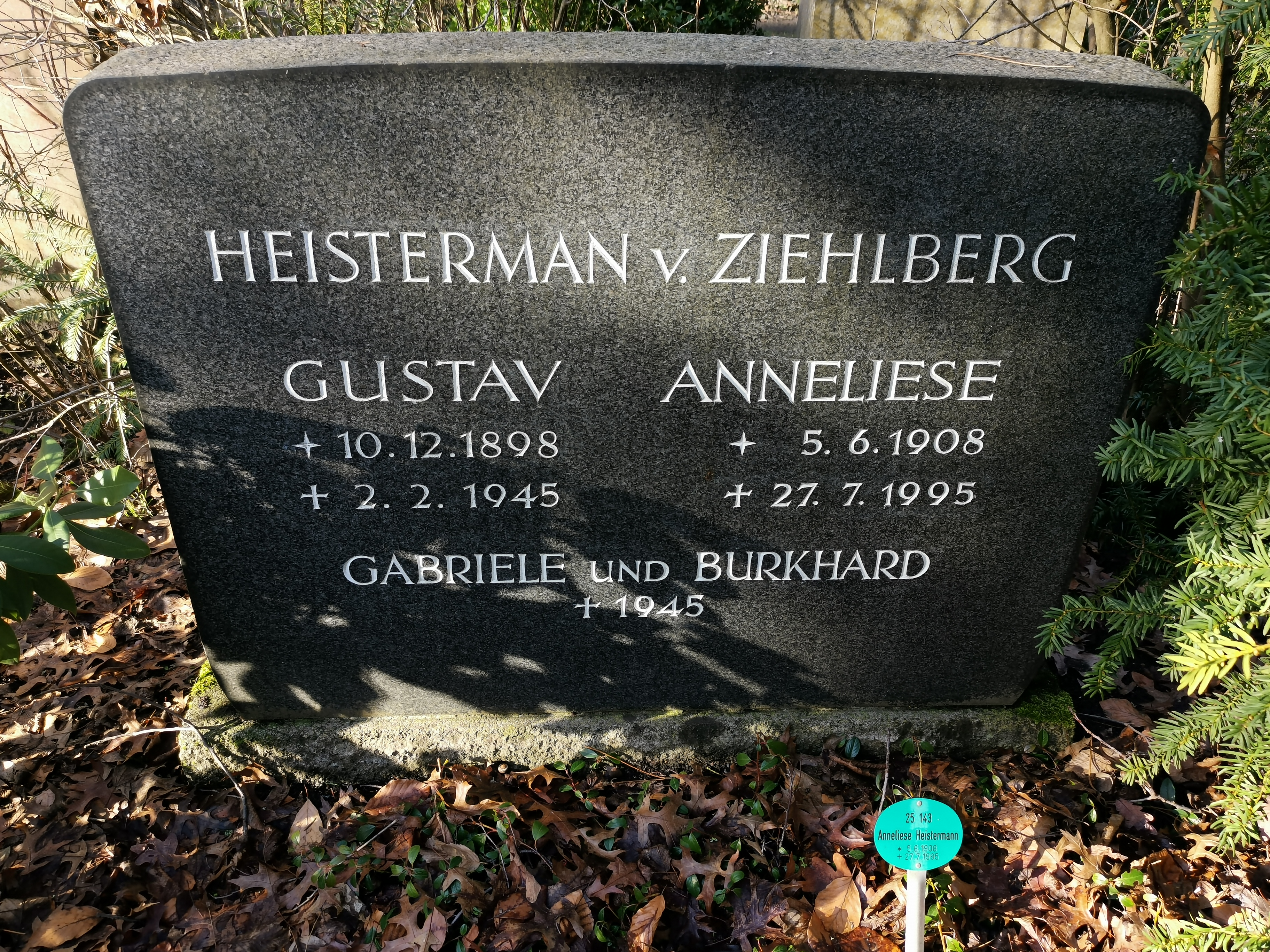
Grabstelle auf dem Parkfriedhof Berlin-Lichterfelde, Abt. 25

Gustav Dietrich Adolf Heisterman von Ziehlberg (* 10. Dezember 1898 in Inowrazlaw; † 2. Februar 1945 in Berlin) war ein deutscher Generalleutnant. Wegen Ungehorsams im Zusammenhang mit der Verfolgung von Widerstandskämpfern nach dem Attentat vom 20. Juli 1944 wurde er auf Betreiben Adolf Hitlers hingerichtet.

## Leben
Er war der Sohn des preußischen Majors Georg Heisterman von Ziehlberg (1865–1914) und dessen Ehefrau Helene, geborene Goecke. In Braunsberg (Lyceum Hosianum) und Königsberg ging er ab 1908 auf das Gymnasium. Er besuchte anschließend die Kadettenanstalt und trat am 10. August 1914 nach Ausbruch des Ersten Weltkriegs in das Grenadier-Regiment „König Friedrich Wilhelm IV.“ (1. Pommersches) Nr. 2 in Stettin ein. Zum Leutnant am 8. Mai 1915 befördert, wurde er als Kompanieführer und Bataillonsadjutant an der Ostfront eingesetzt und mit beiden Klassen des Eisernen Kreuzes ausgezeichnet.
Nach Kriegsende diente Heisterman von Ziehlberg bis März 1919 im Grenzschutz Ost. Es folgte die Übernahme in die Reichswehr und die Verwendung im 5. (Preußisches) Infanterie-Regiment.
Anschließend diente er von 1939 bis 1942 im Generalstab in der Zentralabteilung des Generalstabes des Heeres, zuletzt als Chef dieser Abteilung. Im Januar 1943 erhielt er das Kommando über das Grenadier-Regiment 48 an der Ostfront.
Es folgte im Mai 1943 der Einsatz als Kommandeur der 65. Infanterie-Division und im August die Beförderung zum Generalmajor. Im November 1943 wurde Heisterman von Ziehlberg in Italien schwer verwundet, sein linker Arm musste amputiert werden. Während er die 65. Infanteriedivision in Italien befehligte, ordnete von Ziehlberg zwischen September und Oktober 1943 die rechtswidrige Hinrichtung von vier SAS-Männern an: Captain Patrick Dudgeon, Sergeant William Foster, Corporal James Shortall und Richtschütze Bernard Brunt, und ordnete die Geiselnahme von 34 italienischen Zivilisten an und bat um Erlaubnis, sie als Vergeltung für mutmaßliche Partisanenangriffe hinrichten zu dürfen, was jedoch abgelehnt wurde.
Ein halbes Jahr später übernahm er als Kommandeur die 28. Jäger-Division an der Ostfront. Am 1. Juni 1944 wurde er zum Generalleutnant befördert und am 27. Juli 1944 mit dem Ritterkreuz des Eisernen Kreuzes ausgezeichnet.
Am 27. Juli 1944 bekam Heisterman von Ziehlberg den schriftlichen Befehl überreicht, Major i. G. Joachim Kuhn, Erster Generalstabsoffizier (Ia) seiner Division, umgehend zu verhaften und unter Geleit in das Zentralgefängnis Berlin bringen zu lassen. Ziehlberg gab Kuhn das Schreiben zum Lesen und fragte diesen nach einer etwaigen Beteiligung am Attentat auf Hitler am 20. Juli 1944, was Kuhn verneinte. Anschließend befahl er Kuhn, die Geschäfte an den neuen ersten Generalstabsoffizier zu übergeben und sich marschfertig zu machen. Kuhn nutzte die nicht ausgeführte Festnahme und lief zu den sowjetischen Truppen über. Aufgrund seines Verhaltens wurde Heisterman von Ziehlberg am 2. Oktober vom Reichskriegsgericht wegen „fahrlässigen Ungehorsams“ zu neun Monaten Gefängnis verurteilt, die jedoch „zwecks Bewährung“ in der alten Dienststelle ausgesetzt wurden. Bis Ende Oktober befehligte er noch seine Division. Das folgende Kommando über das XXVII. Armeekorps war kurzzeitig, da er schon am 30. Oktober zur Verfügung des Oberkommandos des Heeres gestellt wurde. Am 1. November hob Hitler das Urteil des Reichskriegsgerichts auf, am 19. November wurde Haftbefehl erlassen.
Nach einer erneuten Verhandlung verurteilte das Reichskriegsgericht ihn am 21. November 1944 „wegen Ungehorsams im Feld zum Tode und zum Verlust der Wehrwürdigkeit“.
Der Vorsitzende Richter Generalstabsrichter Karl Schmauser sagte am Ende des Prozesses: „Das Gericht könne sein Handeln verstehen, das Gericht sehe auch ein, dass kein ehrrüchiges Handeln vorgelegen habe“, dass aber, „so leid es allen täte, der Führer und oberste Kriegsherr der Vertreter der Anklage sei und dieser habe auf Todesstrafe durch den Strang erkannt, dagegen sei leider nichts zu machen, das Gericht müsse sich diesem Urteil anschließen.“ Am 2. Februar 1945 wurde Heisterman von Ziehlberg in Berlin-Spandau in der Wehrmachterschießungsstätte Ruhleben erschossen.
Nach Auswertung von Aktenmaterial und Zeugenberichten wurde erst lange nach dem Krieg deutlich, dass Ziehlbergs Zusammenarbeit mit Generaloberst Beck während deren gemeinsamer Zeit im Oberkommando des Heeres die wahre Belastung für Ziehlberg war und der Vorfall mit Major i. G. Joachim Kuhn als ein willkommener Anlass genutzt wurde.
Gustav Heisterman von Ziehlberg war ab 1928 mit Anneliese von Tschischwitz (1908–1995), Tochter der Margareta von Steinbach und des Erich von Tschischwitz, verheiratet und hatte mit ihr vier Töchter und einen Sohn.